# Devipatnam
Devipatnam là một mandal thuộc huyện East Godavari, bang Andhra Pradesh, Ấn Độ.